# Kupiłów
Kupiłów (ukr. Купелів) – wieś na Ukrainie w rejonie tłumackim obwodu iwanofrankiwskiego.
W II RP wieś w gminie Niżniów, w powiecie tłumackim, w województwie stanisławowskim.